# Regimiento de Caballería de Exploración de Montaña 4
El Regimiento de Caballería de Exploración de Montaña 4 «Coraceros General Lavalle» (RC Expl M 4) es una unidad táctica de caballería del Ejército Argentino con asiento en la Guarnición de Ejército «San Martín de los Andes», provincia de Neuquén, y dependencia orgánica de la VI Brigada de Montaña.
Sus jefes honorarios son el general de brigada (R) Héctor Raúl Rodríguez Espada y el general de brigada (R) Carlos Alfonso.

## Historia
El 4 de línea peleó en la guerra de la Independencia y las guerras civiles argentinas. La Revolución de 1874 formaba en el ejército revolucionario (general José Miguel Arredondo) bajo el mando del teniente coronel José S. de la Fuente, peleando en Santa Rosa (provincia de Mendoza).
Reorganizado, en 1917 quedó junto con el C7 formando la cuarta brigada de caballería con asiento en San Rafael, dependiente de la 4.ª División con comando en Córdoba. En 1918 la superioridad le impuso el nombre "Coraceros General Lavalle". El C4 fijó su asiento permanente en los cuarteles de Villa Mercedes (provincia de San Luis) pasando a Junín de los Andes (provincia de Neuquén) en 1938. Al año siguiente formó en la quinta brigada de la recién creada 3.ª División de Caballería con comando en San Luis.
Más adelante se trasladó a San Martín de los Andes (provincia de Neuquén) como "Regimiento de Caballería de Montaña 4", dependiente de la 6.ª División de Infantería de Montaña hacia 1960 (reemplazada por la VI Brigada de Infantería de Montaña en 1964).

### Operativo Independencia
El Regimiento de Caballería de Montaña 4 integró el Agrupamiento B que se desplazó a la provincia de Tucumán por orden del Comando General del Ejército para reforzar la V Brigada de Infantería que llevaba adelante el Operativo Independencia. El Agrupamiento B se turnaba con los Agrupamientos A y C, creados para el mismo fin.

## Actualidad
El 21 de septiembre de 2023 tuvo lugar el trágico accidente de un camión Mercedes Benz 1518 del RC Expl M 4 al caer al vacío en un barranco de la Ruta Provincial 62, en camino hacia el lago Lolog, produciendo la muerte de dos suboficiales (cabo primero y cabo) y dos soldados voluntarios (cuatros hombres y una mujer) y unos 18 heridos.

## Organización
- Jefe
- Plana Mayor
- Escuadrón de Exploración Motorizado «A»
- Escuadrón de Exploración Montado «B»
- Escuadrón de Comando y Servicios